# Erasure
Erasure er en britisk popgruppe, stiftet i 1985, af Vince Clarke (keyboard, guitar) og Andy Bell (sang).
Den stilfærdige sangskriver og familiefar Vince Clarke og den udadvendte sanger Andy Bell fandt oprindeligt hinanden gennem en annonce i musikmagasin Melody Maker tilbage i 1985.
Clarke var dengang et etableret navn i branchen. Han havde været med til at starte Depeche Mode og havde udgivet to hitalbum med Yazoo, men nu havde han brug for en ny stemme til sine melodier og indrykkede i Melody Maker en annonce. Andy Bell blev kaldt til audition og valgt.[kilde mangler]
Og Bell, hvis karakteristiske falset som Yazoo-sangerinden Alison Moyets, havde bare brug for noget andet at rive i end flæskesiderne på det slagteri, hvor han arbejdede. Andy Bell var nummer 36 ved optagelsesprøven, og det klikkede, det øjeblik de to mødtes.
Allerede samme år kom den første single fra den nydannede duo, men det var først med album nr. 2. og 3, 'The Circus' (1987) og 'The Innocents' (1988), at de for alvor brød igennem. Gennem de næste år slog Erasure deres navn fast med en stribe hitudgivelser med albummet 'Chorus' (1991) som det foreløbige kreative højdepunkt og EP'en 'ABBA-esque' (1992) med discoficerede ABBA-covernumre som det kommercielle.
Ligesom de svenske forbilleder mestrer Vince Clarke at skrue en tre-minutters perfekt popmelodi sammen. Han trækker også musikalsk på de mere progressive dele af slut-1970'ernes og start-80'ernes eurodisco og Hi-NRG – en arv, som Erasure åbent har bekendt sig til ved at optræde med numre som Marc Cerrones 'Supernature' og Ian Levines 'High Energy'.
Tematisk taler titler som 'Oh L'amour', Victim of Love', 'Chains of Love', 'Love to Hate You' for sig selv. Andy Bells tekster er ikke subtile og intelligente på samme måde som eksempelvis Neil Tennants fra rivalerne Pet Shop Boys – et band, Erasure i øvrigt er meget trætte af at blive sammenlignet med. Men når Bell leverer dem med sin patosfyldte lyse røst, så forvandles de banale ord til gribende historier om hjerte og smerte.
Bell har altid fulgt sit eget råd fra sangen 'Hideaway' og aldrig lagt skjul på, at han er bøsse: "Don't be afraid/ You don't have to hide away!" Det gjorde ham til lidt af en pionér i 1980'erne, hvor en stjerne som George Michael stadig gemte sine "syndige" tanker væk allerbagest i klædeskabet. Og en foregangsmand var han også, da han i 2004 åbent fortalte, at han var hiv-positiv.
Erasures koncerter er et fænomen for sig, og mange af dem er udgivet på dvd. Gennem årene har de udviklet sig til stadig mere flamboyante shows med Andy Bell i den altdominerende hovedrolle, gerne iført pailletter, hotpants eller victorianske kjoler. I Danmark har Erasure et trofast publikum, og de er nærmest blevet husorkester i Vega i København, hvor de har optrådt i 1997, 2003, to gange i 2005 og to totalt udsolgte koncerter igen i september 2007. Erasure gav koncert i Operaen i København den 28. juni 2011.
Mere end 25 år og 14 album efter, at Andy Bell svarede på Vince Clarkes kontaktannonce, fortsætter poppens mærkværdige makkerpar ufortrødent deres musikalske samliv. Når de bliver spurgt, hvordan de kan blive ved med at holde sammen, udsende plade efter plade og turnere verden rundt, lyder svaret fra Andy Bell: "Fordi det er det eneste, vi kan!"

## Diskografi

### Studiealbum
- Wonderland (1986)
- The Circus (1987)
- The Innocents (1988)
- Wild! (1989)
- Chorus (1991)
- I Say I Say I Say (1994)
- Erasure (1995)
- Cowboy (1997)
- Loveboat (2000)
- Other People's Songs (2003)
- Nightbird (2005)
- Union Street (2006)
- Light At The End Of The World (2007)
- Tomorrow's World (2011)
- Snow Globe (2013)
- The Violet Flame (2014)
- World Be Gone (2017)
- World Beyond (2018)
- The Neon (2020)

### Opsamlingsalbum
- The Two Ring Circus (1987)
- Pop! The First 20 Hits (1992)
- Hits! The Very Best of Erasure (2003)
- Total Pop! The First 40 Hits (2009)
- Pop2! The Second 20 Hits (2009)
- Essential (2012)
- Always – The Very Best of Erasure (2015)

### Live-album
- The Erasure Show 2005
- Acoustic Live 2006
- Live at the Royal Albert Hall 2007
- On the Road to Nashville 2007
- Tomorrow's World Tour (Live at the Roundhouse) 2011
- World Be Live 2018

### Singler
- Who Needs Love Like That (1985)
- Heavenly Action (1985)
- Oh L'Amour (1986)
- Sometimes (1986)
- It Doesn't Have To Be (1987)
- Victim Of Love (1987)
- The Circus (1987)
- Ship Of Fools (1988)
- Chains Of Love (1988)
- A Little Respect (1988)
- Crackers International (Stop!) (1988)
- Drama! (1989)
- You Surround Me (1989)
- Blue Savannah (1990)
- Star (1990)
- Chorus (1991)
- Love To Hate You (1991)
- Am I Right? (1991)
- Breath Of Life (1992)
- Abba-Esque (Take A Chance On Me) (1992)
- Who Needs Love Like That (Hamburg mix) (1992)
- Always (1994)
- Run To The Sun (1994)
- I Love Saturday (1994)
- Stay With Me (1995)
- Fingers & Thumbs (A Cold Summer's Day) (1995)
- Rock Me Gently (1996)
- In My Arms (1997)
- Don't Say Your Love Is Killing Me (1997)
- Rain – plus (1997)
- Freedom (2000)
- Moon & The Sky – plus (2001)
- Solsbury Hill (2003)
- Make Me Smile (Come Up & See Me) (2003)
- Oh L'Amour (remixes 2003) (2003)
- Breathe (2005)
- Don't Say You Love Me (2005)
- Here I Go Impossible Again / All This Time Still Falling Out Of Love (2005)
- Boy (2006)
- I Could Fall In Love With You (2007)
- Sunday Girl (2007)
- Storm Chaser (2007)
- Phantom Bride (2009)
- When I Start To (Break It All Down) (2011)
- Be With You (2011)
- Fill Us With Fire (2012)
- Gaudete (2013)
- Make It Wonderful (2014)
- Elevation (2014)
- Reason (2014)
- Sacred (2015)
- Sometimes 2015 (2015)
- Love You To The Sky (2017)
- World Be Gone (2017)
- Just A Little Love (2017)
- Hey Now (Think I Got a Feeling) (2020)
- Nerves of Steel (2020)
- Fallen Angel (2020)

## VHS-udgivelser
- Live At The Seaside (1987) (live, 1987)
- The Innocents – Live (1989) (live, 1988)
- Wild ! – Live (1990) (live, 1989)
- Abba-Esque (1992) (video-clips, 1992)
- Pop ! The First 20 Hits (1992) (video-clips, 1985-1992)
- The Tank, The Swan And The Balloon (1993) (live, 1992)
- The Tiny Tour (1998) (live, 1996)

## Dvd-udgivelser
- Sanctuary – The EIS Christmas Concert 2002 (2003) (live, 2002)
- Hits ! The Videos (2003) (video-clips + bonuses)
- The Tank, The Swan & The Balloon (2004) (live, 1992)
- Greats Hits Live – Live At Great Woods (2005) (live, 1997, Australia)
- The Erasure Show – Live In Cologne (2005) (live, 2005)
- On The Road To Nashville (2007) (live, 2006)
- Live At The Royal Albert Hall (2008) (live, 2007)